# Drnava
Drnava (Hongaars: Dernő) is een Slowaakse gemeente in de regio Košice, en maakt deel uit van het district Rožňava.
Drnava telt 693 inwoners. Het ligt aan een oude handelsroute.
Vroeger was hier de beroemde ijzerfabriek gevestigd van de Hongaarse familie Andrássy. In deze fabriek werden in de jaren-1840 de onderdelen gegoten voor de kettingbrug van Boedapest. Daarom werd het dorp "Kist Pest" (Klein-Pest) genoemd.